# 上代知新
上代知新（かじろ ともよし、1852年（嘉永5年）7月5日-1920年）は明治時代から昭和初期にかけて活躍した日本組合基督教会の牧師。山陽高等女学校（創設時：山陽英和女学校、現：山陽学園中学校・高等学校）の校長を51年間つとめた上代淑の実父である。

## 生涯
1852年伊予松山藩士・菅五郎左衛門とミマの三男として生まれる。1869年（明治2年）上代さい子と結婚して上代家の婿養子になり上代家を受け継ぐ。1871年（明治4年）長女、上代淑を授かる。1875年（明治8年）7月4日大阪梅本町公会で新島襄から洗礼を受けて、伝道者になる決心をする。同志社で学び新島襄から薫陶を受ける。1876年（明治9年）1878年に大阪梅本町公会の牧会を担当し、1881年按手礼を受けて、大阪教会牧師に就任した。第一回全国基督教信徒大親睦会に京都代表で出席する。その時上代は「東京の連中には酒を飲むものがいるという話だが、実にけしからんと」と憤慨した。
1879年（明治12年）にアメリカン・ボードより中国地方に派遣され、岡山教会に赴任していた金森通倫とともに高梁、落合、津山などの岡山県中北部の伝道にあたった。
1882年（明治15年）に金森からの要請で、新設された高梁基督教会堂の初代牧師を務め、その縁より福西志計子の女学校設立運営を支援。1884年（明治17年）、留岡幸助に洗礼を授けている。
1886年（明治19年）に綱島佳吉らとともに鳥取教会の設立に参与。初代牧師となる。
1889年（明治22年）事情により一時、伝道界を退く。なお、同年は娘である淑が岡山市にて教職に就いた年でもある。福西を援助した経験をもとに、娘の教師としての自立を見届けたものとされ、その後に伝導界に復帰する。
1897年（明治30年）にアメリカン・ボードが九州伝道を中止すると、辻密太郎らとハワイ伝道に行き、オアフ島カカアコ日本人教会を創設する。ハワイから帰ると、福島県の米国福音教会の須賀川教会の牧師になる、
1920年（大正9年）須賀川教会の牧師在任中に死去する。死後2年間、後の安藤喜市が代理牧師を務める。墓所は岡山市東山霊園。